# Glavni tajnik NATO-a
Glavni tajnik NATO-a visoki je međunarodni dužnosnik, imenovan od strane vlada država članica NATO-a. Trenutačno je na dužnosti glavnog tajnika Mark Rutte. 
Glavni tajnik predsjedatelj je Sjevernoatlantskog vijeća, Odbora za obrambeno planiranje i Skupine za nuklearno planiranje. Titularni je predsjedatelj drugih visokih NATO-ovih odbora, glavni je tajnik i izvršni šef NATO-a. Također je predsjedavatelj Euroatlantskog partnerskog vijeća te Skupine za mediteransku suradnju te zajednički predsjedavatelj (s predstavnikom Rusije te počasnim predsjednikom - predstavnikom države članice NATO-a) Stalnog združenog vijeća NATO-Rusija. Zajedno s ukrajinskim predstavnikom, zajednički je predsjedavatelj Komisije NATO-Ukrajina. 
Glavni tajnik je odgovoran za unapređivanje i upravljanje procesom savjetovanja i donošenja odluka unutar Saveza. Može predlagati teme za diskusiju i odlučivanje i ima pravo pomoći savjetom u slučajevima neslaganja među zemljama članicama. Odgovoran je za upravljanje međunarodnim osobljem i glavni je predstavnik Saveza bilo za vanjske odnose bilo za komunikaciju ili za kontakte s vladama članicama, te s medijima. Glavni tajnik je odgovoran za upravljanje međunarodnim osobljem kao cjelinom. Pod njegovim izravnim upravljanjem je Osobni ured i Ured glavnog tajnika.

## Popis glavnih tajnika NATO-a
Budući da je tradicionalno zapovjednik Vrhovnog stožera savezničkih snaga u Europi (SHAPE) Amerikanac, tako je tradicionalno glavni tajnik Europljanin. 
Trenutačno dužnost glavnog tajnika obnaša Mark Rutte. To je odlučeno na sastanku na vrhu Sjevernoatlantskog vijeća 2024. godine.
| 1.  | General Lord Ismay      | Ujedinjeno Kraljevstvo | 4. travnja 1952. – 16. svibnja 1957.      |
| 2.  | Paul-Henri Spaak        | Belgija                | 16. svibnja 1957. – 21. travnja 1961.     |
| 3.  | Dirk Stikker            | Nizozemska             | 21. travnja 1961. – 1. kolovoza 1964.     |
| 4.  | Manlio Brosio           | Italija                | 1. kolovoza 1964. – 1. listopada 1971.    |
| 5.  | Joseph Luns             | Nizozemska             | 1. listopada 1971. – 25. lipnja 1984.     |
| 6.  | Lord Carrington         | Ujedinjeno Kraljevstvo | 25. lipnja 1984. – 1. srpnja 1988.        |
| 7.  | Manfred Wörner          | Njemačka               | 1. srpnja 1988. – 13. kolovoza 1994.      |
| 8.  | Sergio Balanzino        | Italija                | 13. kolovoza 1994. – 17. listopada 1994.  |
| 9.  | Willy Claes             | Belgija                | 17. listopada 1994. – 20. listopada 1995. |
| 10. | Sergio Balanzino        | Italija                | 20. listopada 1995. – 5. prosinca 1995.   |
| 11. | Javier Solana           | Španjolska             | 5. prosinca 1995. – 6. listopada 1999.    |
| 12. | George Robertson        | Ujedinjeno Kraljevstvo | 14. listopda 1999. – 17. prosinca 2003.   |
| 13. | Alessandro Minuto-Rizzo | Italija                | 17. prosinca 2003. – 1. siječnja 2004.    |
| 14. | Jaap de Hoop Scheffer   | Nizozemska             | 1. siječnja 2004. – 1. kolovoza 2009.     |
| 15. | Anders Fogh Rasmussen   | Danska                 | 1. kolovoza 2009. – 1. listopada 2014.    |
| 16. | Jens Stoltenberg        | Norveška               | 1. listopada 2014. – 1. listopada 2024.   |
| 17. | Mark Rutte              | Nizozemska             | 1. listopada 2024. – danas                |